# ANAPC13
ANAPC13 (англ. Anaphase promoting complex subunit 13) – білок, який кодується однойменним геном, розташованим у людей на 3-й хромосомі. Довжина поліпептидного ланцюга білка становить 74 амінокислот, а молекулярна маса — 8 521.
| 10         |  | 20         |  | 30         |  | 40         |  | 50         |
| ---------- |  | ---------- |  | ---------- |  | ---------- |  | ---------- |
| MDSEVQRDGR |  | ILDLIDDAWR |  | EDKLPYEDVA |  | IPLNELPEPE |  | QDNGGTTESV |
| KEQEMKWTDL |  | ALQYLHENVP |  | PIGN       |  |            |  |            |

A: Аланін

D: Аспарагінова кислота

E: Глутамінова кислота

G: Гліцин

H: Гістидин

I: Ізолейцин

K: Лізин

L: Лейцин

M: Метіонін

N: Аспарагін

P: Пролін

Q: Глутамін

R: Аргінін

S: Серин

T: Треонін

V: Валін

W: Триптофан

Задіяний у таких біологічних процесах, як клітинний цикл, поділ клітини, мітоз, убіквітинування білків. 
Локалізований у ядрі.